# Phoebe Blair-White
Pour les articles homonymes, voir Blair et White.
Rosetta Phoebe "Binky" Blair-White (10 septembre 1894 - 6 mars 1991) est une joueuse de tennis irlandaise,.

## Biographie
Phoebe Blair-White est née Rosetta Phoebe Newell à Omagh, dans le comté de Tyrone, en 1895 ou le 10 septembre 1894. Ses parents sont Robert John Newell, Justice of the Peace de Hillside, Omagh et Anna Frances Scott.
Elle commence à jouer au tennis lorsque la famille déménage à Monkstown, à l'époque dans le comté de Dublin, jouant tous les jours contre un mur.
Le 31 décembre 1918, elle épouse Arthur Blair-White, un joueur de cricket. Ils ont trois filles, Rachel Majory (1921-2012), Juliet Francis (1926-2003) et Rosemary (1933-2007).
Blair-White est reconnue comme joueuse de tennis pour la première fois en 1919 lorsqu'elle remporte le championnat féminin du club de tennis sur gazon de Monkstown. Elle remporte à nouveau cet événement en 1920 et 1921. En 1923, elle remporte également les prestigieux championnats féminins en simple au tournoi Boat Club de Belfast. Elle est classée aux côtés de Norma Stoker (en) et Hilda Wallis (en) comme les meilleures joueuses de tennis en Irlande. Elle fait partie de l'équipe de tennis olympique irlandaise qui participe aux jeux de 1924 à Paris. Elle est battue à la fois en dames simples et en doubles dames avec Wallis. Avec son partenaire en double mixte, William G. Ireland, elle est également battue au premier tour de la compétition de double mixte. Ils perdent en deux sets, ne récoltant que quatre matchs contre l'équipe britannique.
Après les Jeux olympiques, elle réussit encore aux jeux nationaux. Elle remporte le tournoi Boat Club de 1924 et 1925 à Belfast. En 1928, elle remporte le titre de simple dames toutes catégories au Fitzwilliam Club de Dublin et le double féminin toutes catégories avec Rosie Fleming. Elle remporte à nouveau l'épreuve de simple toutes catégories en 1931. Elle joue à Wimbledon en 1929 mais est éliminée tôt du tournoi. Elle a représenté l'Irlande à plusieurs reprises contre l'Australie et l'Angleterre.
Blair-White poursuit son intérêt pour le tennis pour le reste de sa vie, jouant encore à la soixantaine avec ses petits-enfants. À la fin de sa vie, elle déménage à Surrey, en Angleterre. Elle meurt à Surrey le 6 mars 1991 et est enterrée à Lifford, comté de Donegal, aux côtés de son mari.